# Eurythenes thurstoni
Eurythenes thurstoni is een vlokreeftensoort uit de familie van de Eurytheneidae. De wetenschappelijke naam van de soort is voor het eerst geldig gepubliceerd in 2004 door Stoddart & Lowry.